# UC Yverdon
Der UC Yverdon ist ein Unihockeyclub aus der Ortschaft Yverdon-les-Bains im Schweizer Kanton Waadt. Die Damenmannschaft spielt in der Nationalliga B.

## Geschichte

### Gründung
Der Verein wurde am 27. November 1992 gegründet und nahm in der Saison 1993/94 erstmals an der Schweizer Unihockeymeisterschaft teil.

### Aufstieg in die Nationalliga
Nach der erfolgreichen Saison 2017/18 in der 1. Liga gelang den Damen der Aufstieg in die Nationalliga B. Durch die Aufstockung der Nationalliga B von acht auf zehn Vereine musste die Mannschaft von Nicolas Richard lediglich den ersten Rang in der 1. Liga Grossfeld erreichen.